# Florestano Vancini
Florestano Vancini (n. 24 august 1926, Ferrara, Italia – d. 18 septembrie 2008, Roma, Italia) a fost un regizor de film și scenarist italian. 
A regizat peste 20 de filme începând din anii 1960. Filmul Le stagioni del nostro amore (1966), cu Enrico Maria Salerno, a fost prezentat la al 16-lea festival internațional de film de la Berlin. Filmul Il delitto Matteotti (1973) a câștigat un premiu special la al 8-lea festival internațional de film de la Moscova. În anul 1999 a fost membru al juriului la cel de-al 21-lea festival internațional de film de la Moscova.

## Filmografie (regizor)
- 1951 Delta padano (scurtmetraj)
- 1960 Lunga noapte a lui 43 (La lunga notte del '43)
- 1962 La banda Casaroli
- 1962 Le italiane e l'amore
- 1964 La calda vita
- 1966 Seasons of Our Love
- 1967 Long Days of Vengeance
- 1969 Blow Hot, Blow Cold
- 1972 În umbra violenței (La violenza: Quinto potere)
- 1972 Bronte - Cronaca di un massacro che i libri di storia non hanno raccontato
- 1973 Afacerea Matteotti (Il delitto Matteotti)
- 1974 Dragoste amară (Amore amaro)
- 1979 Un dramma borghese
- 1980 La baraonda
- 1984 La neve nel bicchiere
- 1984 Caracatița 2 (film TV)
- 2005 ...e ridendo l'uccise

## Legături externe
- Florestano Vancini la Internet Movie Database